# Henri Baudrier
Pour les articles homonymes, voir Baudrier.
Henri Louis Baudrier (Lyon, 28 mai 1815 - Paris, 17 juin 1884) est un avocat et bibliographe français. Sa Bibliographie lyonnaise en 12 volumes, publiée à titre posthume, est un document important pour les recherches sur l'histoire de l'édition lyonnaise au XVIe siècle.

## Biographie
Il est le fils d'un magistrat président de séance à Lyon, il obtient lui-même le diplôme d'avocat en 1841. Il fut ensuite procureur et juge à Lyon, Nantua, Montbrizon et dans d'autres villes.
En plus de son travail quotidien, Baudrier collectionne assidûment les anciennes éditions lyonnaises et mène des recherches bibliographiques. De son vivant, la plupart de ses réalisations n'ont pas vu le jour, mais après sa mort, elles ont été compilées séquentiellement par son fils Julien Baudrier sous le nom de Bibliographie lyonnaise.
Le gendre de Julien prend finalement le relais, mais toutes les recherches bibliographiques de Baudrier ne sont pas publiées. Cependant, il existe encore quelques ébauches non publiées, qui constituent également des documents précieux.